# Good Impact
Good Impact (zuvor: enorm) ist ein deutsches Wirtschaftsmagazin, das im Social Publish Verlag in Hamburg erscheint und sich als Magazin für den gesellschaftlichen Wandel versteht.

## Inhalt
Das Magazin behandelt Themen aus den Bereichen Social Entrepreneurship, Corporate Social Responsibility (CSR) und nachhaltiges und ökologisches Wirtschaften. Es beschäftigt sich in diesem Kontext mit Wirtschaftsmodellen, Unternehmen und Personen.

## Geschichte
Fünf Personen gründeten das Medium. Der Journalist Thomas Friemel (ehemals Chefredakteur) und der Verlagskaufmann Alexander Dorn stellten 2009 ihre Ideen für eine Fachzeitschrift im Bereich Social Business im Genisis Institut vor, das von Peter Spiegel geleitet wird. Kurz zuvor hatten die beiden Gestalter Carsten Hermann-Hehl und Markus Artur Fuchs diesem Institut ihre Ideen für ein Publikumsmagazin im Bereich Nachhaltigkeit vorgestellt. Spiegel brachte die beiden Teams mit dem Social Entrepreneur David Diallo zusammen.
Das Team produzierte für den Vision Summit, eine internationale Leitkonferenz für den Bereich CSR, im Jahr 2009 eine Nullnummer. Aufgrund der dortigen positiven Resonanz gründeten die fünf Gesellschafter den Social Publish Verlag und brachten die erste Ausgabe am 18. März 2010 auf den Markt.
Das Magazin hat seither Auszeichnungen erhalten, unter anderem den red dot design award 2010.
Im November 2022 änderte die Zeitschrift ihren Namen von enorm zu Good Impact.

## Erscheinungsweise
2010 und 2011 erschienen jeweils vier Ausgaben pro Jahr. Seit 2012 wurde die Zahl auf sechs Ausgaben erhöht. Im Juni 2016 erfolgte ein Relaunch des Heftes. Dabei änderte sich auch die Positionierung der Zeitschrift.
Die Printausgabe ist auf zu 100 Prozent recyceltem Naturpapier gedruckt. Für Nutzer von Tablet-PC und Smartphones ist seit Ausgabe 1/2012 eine Apple- und Android-App verfügbar. Seit 2014 liefert das Magazin auf seiner Website Nachrichten.
Der Social Publish Verlag in Hamburg ist Herausgeber des Magazins. Die Redaktion hat ihren Sitz in Berlin und Hamburg.